# San Lorenzo al Mare
San Lorenzo al Mare (im Ligurischen: San Loénso) ist eine norditalienische Gemeinde mit 1209 Einwohnern (Stand 31. Dezember 2023) in der Region Ligurien, politisch gehört sie zur Provinz Imperia.

## Geographie

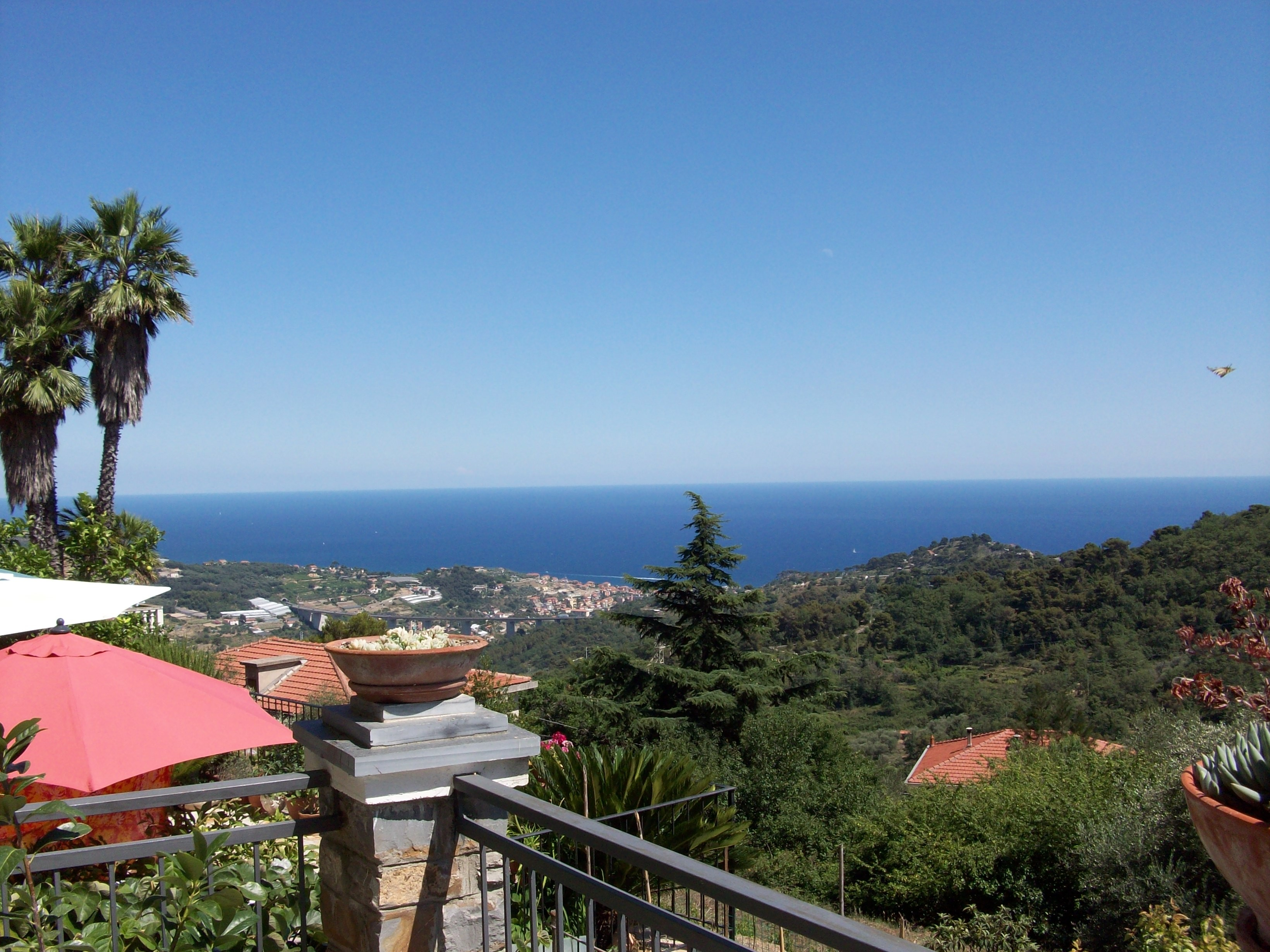
Blick vom Bergdorf Lingueglietta auf den Küstenort San Lorenzo

San Lorenzo al Mare ist ein kleines Küstendorf an der Riviera di Ponente. Sein Siedlungsgebiet verläuft sowohl entlang der Küste, wie auch in das hügelige Hinterland und hat aus der Vogelperspektive die Form eines Ankers mit zwei Ortskernen. Flächenmäßig ist es mit wenig mehr als einem Quadratkilometer Gemeindeland die kleinste Gemeinde der Provinz, liegt aber nach der Bevölkerungsdichte auf dem sechsten Platz. Von der Provinzhauptstadt Imperia ist San Lorenzo al Mare circa sechs Kilometer entfernt.
Nach der italienischen Klassifizierung bezüglich seismischer Aktivität wurde die Gemeinde der Zone 2 zugeordnet. Das bedeutet, dass sich San Lorenzo al Mare in einer seismisch moderat bis stark aktiven Zone befindet.

## Klima
Die Gemeinde wird unter Klimakategorie C klassifiziert, da die Gradtagzahl einen Wert von 1191 besitzt. Das heißt, die in Italien gesetzlich geregelte Heizperiode liegt zwischen dem 15. November und dem 31. März für jeweils 10 Stunden pro Tag.